# Polyacrylamide

Polyacrylamide

Polyacrylamide is een acrylaatpolymeer (-CH2CHCONH2-) dat bestaat uit dwarsverbonden acrylamidemonomeren. Dit monomeer is een neurotoxine. Polyacrylamide is niet giftig, maar er kunnen resten ongepolymeriseerde acrylamide aanwezig zijn in het polymeer. 
Polyacrylamide is sterk waterabsorberend en vormt daarbij een zachte gel.

## Toepassingen
De gel wordt onder andere gebruikt:
- voor polyacrylamide-gel-elektroforese,
- bij de fabricage van zachte contactlenzen,
- als verdikkingsmiddel, om vloeistoffen visceuzer te maken,
- als suspensiemiddel,
- als onderhuids vulmiddel voor plastische gezichtschirurgie,
- als bodemverbeteraar voor akkerlanden (de anionische vorm),
- ten behoeve van erosiebeperking van de grond bij bouwplaatsen,
- de kationische vorm heeft een belangrijke rol in de waterzuiveringsindustrie. Samen met driewaardige metaalzouten zoals ijzer(III)chloride of aluminiumchloride wordt polyacrylamide gebruikt voor het uitvlokken van organische verontreiningen uit het water.
- als retentiemiddel bij de productie van papier
- als fracvloeistof bij de winning van schaliegas